# Brachystelma tenellum
Brachystelma tenellum är en oleanderväxtart som beskrevs av Robert Allen Dyer. Brachystelma tenellum ingår i släktet Brachystelma och familjen oleanderväxter. Inga underarter finns listade i Catalogue of Life.